# سلو
سلو (به مجاری:  Szellő) یک منطقهٔ مسکونی در مجارستان است که در ناحیه پچ‌واراد واقع شده‌است.